# Janina (mesto)
Janina (grško Ιωάννινα Ioánnina [i.oˈa.ni.na] ()), pogosto imenovana Yannena (Γιάννενα Yánnena [ˈʝa.ne.na]) je glavno in največje mesto občine Ioannina in Epira, upravne regije v severozahodni Grčiji. Po popisu leta 2011 je v mestu živelo 65.574 prebivalcev, občina pa je imela 112.486 prebivalcev. Deset let pozneje se je prebivalstvo mesta nekoliko povečalo na 113.978 prebivalcev. Leži na nadmorski višini približno 500 metrov, na zahodni obali jezera Pamvotida (Παμβώτις). Janina je 410 km severozahodno od Aten, 260 kilometrov jugozahodno od Soluna in 80 km vzhodno od pristanišča Igoumenitsa ob Jonskem morju.
Ustanovitev mesta se tradicionalno pripisuje bizantinskemu cesarju Justinijanu v 6. stoletju našega štetja, vendar so sodobne arheološke raziskave odkrile dokaze o helenističnih naselbinah. Janina je cvetela v poznem bizantinskem obdobju (13.–15. stoletje). Po četrti križarski vojni je postala del Epirskega despotata in številne bogate bizantinske družine so pobegnile tja po plenjenju Konstantinopla, pri čemer je mesto kljub političnim pretresom doživljalo veliko blaginjo in precejšnjo avtonomijo. Janina se je predala Osmanom leta 1430 in je bila do leta 1868 upravno središče Janinskega pašaluka. V obdobju med 18. in 19. stoletjem je bilo mesto glavno središče modernega grškega razsvetljenstva. Janina je bila leta 1913 po balkanskih vojnah predana Grčiji.
Za mesto so značilne tudi različne zelene površine in parki, vključno z Molosom (ob jezeru), parkom Litharitsia, parkom Pirsinella (Giannotiko Saloni), primestnim gozdom. Obstajata dve bolnišnici, Splošna bolnišnica Ioannina "G. Hatzikosta" in Univerzitetna bolnišnica Ioannina. Je tudi sedež Univerze v Ioannini. Emblem mesta je sestavljen iz portreta bizantinskega cesarja Justinijana, okronanega s stilizirano upodobitvijo bližnjega antičnega gledališča Dodona.

## Ime
Uradno ime mesta, Ioannina, je verjetno popačeno ime Agioannina ali Agioanneia, 'kraj sv. Janeza', in naj bi bilo povezano z ustanovitvijo samostana, posvečenega sv. Janezu Krstniku, okoli katerega je zrastla kasnejša naselbina v območje sedanjega gradu Janina). Po drugi teoriji je mesto dobilo ime po Ioannini, Belizarjevi hčerki, hčerki generala cesarja Justinijana.
V grščini obstajata dve obliki imena, pri čemer je Ioannina formalno in zgodovinsko ime, medtem ko pogovorno in veliko bolj pogosto uporabljeno Υannena ali Υannina (grško Γιάννενα, Γιάννινα) predstavlja ljudsko tradicijo demotske grščine. Demotska oblika ustreza tudi tistim v sosednjih jezikih (npr. albanščina: Janina ali Janinë, aromuščina: Ianina, Enina ali Enãna, makedonščina: Јанина, turščina: Yanya).

## Zgodovina

### Antika in zgodnji srednji vek
Prvi znaki prisotnosti človeka v območju Janine segajo v obdobje paleolitika (pred 24.000 leti), kot pričajo najdbe v kaverni Kastritsa. V času klasične antike so kotlino naseljevali Molosi in tam so bile identificirane štiri njihove naselbine. Kljub obsežnemu uničenju, ki ga je utrpela Molosija med rimskim osvajanjem leta 167 pr. n. št., se je poselitev v območju nadaljevala, čeprav ne več v urbanem vzorcu.
Natančen čas ustanovitve Janine ni znan, vendar se običajno identificira z neimenovanim novim, »dobro utrjenim« mestom, ki ga je zgodovinar Prokopij zapisal, da ga je zgradil bizantinski cesar Justinijan I. za prebivalce starodavne Euroea. Tega stališča pa ne podpirajo nobeni konkretni arheološki dokazi. Izkopavanja v zgodnjem 21. stoletju so razkrila utrdbe iz helenističnega obdobja, poteku katerih je v veliki meri sledila kasnejša rekonstrukcija trdnjave v bizantinskem in osmanskem obdobju. Identifikacija mesta z enim od starodavnih mest Epira še ni bila mogoča.
Šele leta 879 se ime Janina prvič pojavi v aktih četrtega koncila v Konstantinoplu, ki se nanašajo na nekega Zaharija, škofa v Janini, sufragana Naupaktosa. Po bizantinski osvojitvi Bolgarije je leta 1020 cesar Bazilij II. podredil tamkajšnjo škofijo Ohridski nadškofiji. Grški arheolog K. Tsoures je bizantinsko mestno obzidje in severovzhodno citadelo gradu Janina datiral v 10. stoletje, z dodatki v poznem 11. stoletju, vključno z jugovzhodno citadelo, ki jo tradicionalno pripisujejo kratkotrajni okupaciji mesta Normanov pod vodstvom Bohemonda iz Taranta leta 1082. V zlati buli Benečanom leta 1198 je mesto navedeno kot del lastne province (provincia Joanninorum ali Joaninon). V pogodbi o razdelitvi bizantinskih dežel po četrti križarski vojni je bila Janina obljubljena Benečanom, a je na koncu postala del nove države Epir, ki jo je ustanovil Mihael I. Komnen Dukas.

### Pozni srednji vek (1204–1430)
Pod Mihaelom I. je bilo mesto povečano in na novo utrjeno. Metropolit Naupaktosa, John Apokaukos, poroča, da je bilo mesto le »majhno mesto«, dokler Mihael ni zbral beguncev, ki so pobegnili iz Konstantinopla in drugih delov cesarstva, ki so padli v roke križarjev četrte križarske vojne, in jih tja naselil ter spremenil mesto v trdnjavo in »skrinjo odrešitve«. Kljub trenjem z lokalnimi prebivalci, ki so leta 1232 poskušali pregnati begunce, so bili slednji na koncu uspešno naseljeni in Janina je pridobila tako na številu prebivalstva kot na gospodarskem in političnem pomenu. Po bitki pri Pelagoniji leta 1259 je velik del Epira zasedlo Nikejsko cesarstvo in Janina je bila oblegana. Kmalu je epirski vladar Mihael II. Komnen Dukas s pomočjo svojega mlajšega sina Ivana I. Dukasa uspel povrniti njihovo prestolnico Arto in razrešiti Janino ter izgnati Nikejce iz Epira. V ok. 1275 ali ok. leta 1285 je Ivan I. Dukas, zdaj vladar Tesalije, začel napad na mesto in njegovo okolico, nekaj let kasneje pa je vojska obnovljenega Bizantinskega cesarstva neuspešno oblegala mesto. Po atentatu leta 1318 na zadnjega domačega vladarja Tomaža I. Komnena Dukasa s strani njegovega nečaka Nikolaja Orsinija je mesto slednjega zavrnilo in se za pomoč obrnilo na Bizantince. Ob tej priložnosti je cesar Andronik II. Paleolog povzdignil mesto v metropolitansko škofijo in leta 1319 izdal zlato bulo, ki je njegovim prebivalcem priznala široko avtonomijo ter različne privilegije in izjeme. Leta 1319 je v mestu izpričana tudi judovska skupnost. V Epirskem uporu 1337–1338 proti bizantinski oblasti je mesto ostalo zvesto cesarju Androniku III. Paleologu. Kmalu zatem je Janjina pripadla srbskemu vladarju Štefanu Dušanu in do leta 1356 ostala del Srbskega cesarstva, ko je Nikefor II. Orsini izselil Dušanovega polbrata Simeona Uroša. Nikeforov poskus obnovitve epirske države je bil kratkotrajen, saj je bil ubit v bitki pri Aheloju proti albanskim plemenom, vendar Janina ni bila zajeta. Tako je služila kot zatočišče za mnoge Grke v regiji Vagenetia. V letih 1366–67 je Simeon Uroš, potem ko je pridobil Epir in Tesalijo, imenoval svojega zeta Tomaža II. Preljubovića za novega vladarja Janine. Tomaž se je izkazal za zelo nepriljubljenega vladarja, a je kljub temu odbil zaporedne poskuse albanskih poglavarjev, vključno z nenadnim napadom leta 1379, katerega neuspeh so Janinci pripisali posredovanju njihovega zavetnika Mihaela.
Po Tomaževem umoru leta 1384 so meščani Janine svoje mesto ponudili Esau de' Buondelmontiju, ki se je poročil s Tomaževo vdovo Marijo. Ezav je odpoklical tiste, ki so bili izgnani pod Tomažem in jim vrnil posesti, ki jih je zaplenil. Leta 1389 je Janino oblegal Gjin Bua Shpata in le s pomočjo osmanske vojske je Ezavu uspelo odbiti Albance. Kljub nenehni osmanski ekspanziji in konfliktom med Turki in Albanci v bližini Janine je Ezavu uspelo zagotoviti obdobje miru za mesto, zlasti po drugi poroki s Shpatovo hčerko Ireno leta 1396. Po Ezavovi smrti leta 1411 so Janinci za svojega novega vladarja povabili palatina Kefalonije in Zakintosa, Karla I. Toccoja, ki je v zadnjem desetletju že širil svoje oblasti v Epir. Do leta 1416 je Karel I. Tocco uspel zavzeti tudi Arto, s čimer je ponovno združil jedro starega epirskega kraljestva in prejel priznanje tako od Osmanov kot od bizantinskega cesarja. Janina je postala poletna prestolnica domen Tocco in Karel I. je tam julija 1429 umrl. Njegov najstarejši nezakonski sin, Ercole, je pozval Osmane na pomoč proti zakonitemu dediču Karlu II. Toccu. Leta 1430 se je pred Janino pojavila osmanska vojska, ki je šele zavzela Solun. Mesto se je predalo, potem ko je osmanski poveljnik Sinan Paša obljubil, da bo mestu prizanesel in spoštoval njegovo avtonomijo.

### Osmansko obdobje (1430–1913)
Pod osmansko vladavino je Janina ostala upravno središče kot sedež sandžaka Janina in je doživela obdobje relativne stabilnosti in blaginje. Prvi osmanski davčni register za mesto sega v leto 1564 in beleži 50 muslimanskih gospodinjstev in 1250 krščanskih; drug register iz 15 let kasneje omenja tudi Jude.
Leta 1611 je mesto utrpelo resno nazadovanje zaradi kmečkega upora, ki ga je vodil Dionizij Filozof, metropolit Larise. Grški prebivalci mesta se niso zavedali namena spopadov, saj so bili prejšnji Dionizijevi uspehi odvisni od elementa presenečenja. Nastala je velika zmeda, saj so Turki in kristjani končali brez razlikovanja med prijatelji in sovražniki. Upor se je končal z odpravo vseh privilegijev krščanskim prebivalcem, ki so bili pregnani z grajskega območja in se morali naseliti okoli njega. Od tedaj naj bi se na območju gradu naselili Turki in Judje. Šola despotov pri cerkvi Taksiarhov, ki je delovala od leta 1204, je bila zaprta. Aslan Paša je leta 1618 uničil tudi samostan sv. Janeza Krstnika znotraj mestnega obzidja in na njegovem mestu postavil mošejo Aslan Paše, v kateri je danes Mestni etnografski muzej Janina. Osmanske represalije po uporu so vključevale zaplembo številnih timarjev, ki so bili prej podeljeni krščanskim spahijem; to je začelo val spreobrnjenj v islam lokalnega plemstva, ki je postalo tako imenovani Tourkoyanniotes (Τoυρκογιαννιώτες). Osmanski popotnik Evlija Čelebi, ki je mesto obiskal l. 1670, štel 37 četrti, od tega 18 muslimanskih, 14 krščanskih, 4 judovske in 1 cigansko. Prebivalstvo je ocenil na 4000 ognjišč.

#### Središče grškega razsvetljenstva (17.–18. stoletje)
Kljub zatiranju in spreobrnjenju v 17. stoletju ter vlogi muslimanskega prebivalstva v mestnih zadevah je Janina ves čas osmanske vladavine ohranila svojo krščansko večino, grški jezik pa je ohranil prevladujoč položaj; osmanski uradniki in garnizija so govorili turško, albanski prebivalci pa so uporabljali albanščino, vendar je bil lingua franca in materni jezik večine prebivalcev grščina, tudi med Turkojanioti, včasih pa so jo uporabljale tudi same osmanske oblasti.
Tudi mesto si je kmalu opomoglo od finančnih posledic upora. V poznem 17. stoletju je bila Janina cvetoče mesto glede na prebivalstvo in trgovsko dejavnost. Evlija Čelebi omenja prisotnost 1900 trgovin in delavnic. Velikemu gospodarskemu razcvetu mesta je sledila izjemna kulturna dejavnost. V 17. in 18. stoletju so bile ustanovljene številne pomembne šole. Njeni prebivalci so nadaljevali s trgovskimi in obrtnimi dejavnostmi, kar jim je omogočilo trgovanje s pomembnimi evropskimi trgovskimi središči, kot sta Benetke in Livorno, kjer so trgovci iz Janine ustanovili trgovske in bančne hiše. Janinitijska diaspora je bila tudi kulturno dejavna: Nikolaos Glykys (leta 1670), Nikolaos Sarros (leta 1687) in Dimitrios Theodosiou (leta 1755) so ustanovili zasebne tiskarne v Benetkah, odgovorne za več kot 1600 izdaj knjig za obtok v Grčiji pod otomansko vladavino dežele, in Ioannina je bila središče, skozi katerega so bile te knjige usmerjene v Grčijo. To so bila pomembna zgodovinska, teološka in znanstvena dela, vključno z knjigo o algebri, ki sta jo financirala brata Zosimades, knjigami za uporabo v šolah v Janini, kot je Aritmetika Balanosa Vasilopoulosa, pa tudi medicinske knjige. Hkrati so ti trgovci in podjetniki vzdrževali tesne gospodarske in intelektualne stike z rojstnim krajem ter ustanavljali dobrodelne in izobraževalne ustanove. Ti trgovci naj bi bili glavni narodni dobrotniki.
Tako je šolo Epiphaniou leta 1647 ustanovil Epiphaneios Igoumenos, grški trgovec janinitskega porekla, ki je živel v Benetkah. Šola Gioumeios je bila ustanovljena leta 1676 z dobrotnostjo drugega bogatega janinitskega Grka iz Benetk, Emmanuela Goumasa. Rektor Balanos Vasilopulos ga je leta 1725 preimenoval v Balaneios. Tu je delovalo več pomembnih osebnosti grškega razsvetljenstva, kot so Bessarion Makris, duhovnika Georgios Sougdouris (1685/7–1725) in Anastasios Papavasileiou (1715–?), menih Methodios Anthrakites, njegov učenec Ioannis Vilaras in Kosmas Balanos. Balanejevi so poučevali filozofijo, teologijo in matematiko. Finančno je trpela zaradi razpada Beneške republike s strani Francozov in je dokončno prenehala delovati leta 1820. Šolsko knjižnico, v kateri je bilo več rokopisov in epigramov, so požgali istega leta po zavzetju Janine s strani vojakov, ki jih je poslal sultan proti Ali paši. Družina Maroutses, dejavna tudi v Benetkah, je ustanovila šolo Maroutsaia, ki je bila odprta leta 1742 in njen prvi direktor Eugenios Voulgaris je zagovarjal študij fizikalnih znanosti (fizike in kemije), pa tudi filozofije in grščine. Maroutsaia je prav tako trpela po padcu Benetk in se leta 1797 zaprla, da bi jo ponovno odprli kot šolo Kaplaneios, zahvaljujoč dobroti v Rusiji živeče Ioannite Zoes Kaplanes. Njen učitelj Athanasios Psalidas je bil učenec Metodija Anthrakita in je študiral tudi na Dunaju in v Rusiji. Psalidas je ustanovil pomembno knjižnico s tisoči zvezkov v več jezikih in laboratorije za preučevanje eksperimentalne fizike in kemije, kar je vzbudilo zanimanje in sum Ali-paše. Kaplaneios je bil skupaj z večino preostalega mesta požgan po vstopu sultanove vojske leta 1820. Te šole so prevzele dolgo tradicijo bizantinskega obdobja in dale pomemben zagon grškemu razsvetljenstvu. V 18. stoletju je, z nekaj pretiravanja zapisal Neophytos Doukas, »bil vsak avtor grškega sveta bodisi iz Janine bodisi je bil diplomant ene od mestnih šol.«

#### Ali pašina vladavina (1788–1822)
Leta 1788 je mesto postalo središče ozemlja, ki mu je vladal Ali Paša Janinski, območje, ki je vključevalo celoten severozahodni del Grčije, južne dele Albanije, Tesalijo ter dele Evbeje in Peloponeza. Osmansko-albanski gospod Ali Paša je bil ena najvplivnejših osebnosti v regiji v 18. in 19. stoletju. Rojen v Tepelenë, je vzdrževal diplomatske odnose z najpomembnejšimi evropskimi voditelji tistega časa in njegov dvor je postal privlačna točka za mnoge od tistih nemirnih umov, ki bodo postali glavne osebnosti grške revolucije (Georgios Karaiskakis, Odysseas Androutsos, Markos Botsaris in drugi). V tem času pa je Ali Paša zagrešil številna grozodejstva nad grškim prebivalstvom Janine, ki so dosegla vrhunec z zašitjem lokalnih žensk v vreče in utopitvijo v bližnjem jezeru, to obdobje njegove vladavine sovpada z največjim gospodarsko in intelektualno blaginjo mesta. V dvostihu piše: »Mesto je bilo prvo v orožju, denarju in pismenosti«.
Ko je francoski učenjak François Pouqueville obiskal mesto v prvih letih 19. stoletja, je naštel 3200 domov (2000 krščanskih, 1000 muslimanskih, 200 judovskih). Prizadevanja Ali Paše, da bi se odcepil od Visoke Porte, so vznemirila osmansko vlado in leta 1820 (leto pred začetkom grške vojne za neodvisnost) je bil razglašen za krivega izdaje, Janino pa so oblegale turške čete. Ali Paša je bil umorjen leta 1822 v samostanu sv. Pantelejmona na jezerskem otoku, kamor se je zatekel, medtem ko je čakal na pomilostitev sultana Mahmuda II.

#### Zadnje otomansko stoletje (1822–1913)
- Grška litografija, ki prikazuje predajo Ioannine s strani Essat Pasha bodočemu grškemu prestolonasledniku Konstantinu I. med prvo balkansko vojno.
- Osrednji trg Janine (1932)
- Glavna ulica (avenija Dodonis) mesta (1940 ali 1950)

Zosimaia je bila prva pomembna izobraževalna ustanova, ustanovljena po izbruhu grške vojne za neodvisnost (1828). Financirana je bila z dobrotnostjo bratov Zosimas in je začela delovati leta 1828 in v celoti verjetno od leta 1833. Bila je šola svobodnih umetnosti (grščina, filozofija in tuji jeziki). Dvorec Angeliki Papazoglou je po njeni smrti postal šola za dekleta Papazogleios; delovala je do leta 1905.
Leta 1869 je velik del mesta Janina uničil požar. Trg je bil kmalu rekonstruiran po načrtih nemškega arhitekta Holza, zahvaljujoč osebnemu interesu Ahmet Rašim Paša, lokalnega guvernerja. Skupnosti ljudi iz Janine, ki so živeli v tujini, so bile dejavne pri financiranju gradnje večine mestnih cerkva, šol in drugih elegantnih zgradb dobrodelnih ustanov. Prva banka Osmanskega cesarstva, Ottoman Bank, je odprla svojo prvo podružnico v Grčiji v Janini, kar kaže na moč mesta v svetovni trgovini v 19. stoletju. Ob koncu 19. stoletja so se med nekaterimi deli mestnega prebivalstva pojavili znaki nacionalnega vznemirjenja. Leta 1877 so na primer albanski voditelji osmanski vladi poslali memorandum, v katerem so med drugim zahtevali ustanovitev šol v albanskem jeziku, in različni muslimanski Albanci iz vilajeta so v Janini ustanovili odbor, katerega cilj je bil braniti pravice Albancev, vendar je bil leta nedejaven. splošno. Grško prebivalstvo v regiji je pooblastilo odbor, da evropskim vladam predstavi svojo željo po združitvi z Grčijo; zato je Dimitrios Chasiotis leta 1879 v Parizu objavil memorandum.
Po osmanskih popisih prebivalstva v letih 1881–1893 je imelo mesto in njegova okolica (osrednja kaza sandžaka Janina) 4759 muslimanov, 77.258 grško-pravoslavnih (vključno z grško in albansko govorečimi), 3334 Judov in 207 tuje državljanstvo. Medtem ko so bile takrat ustanovljene številne šole v turškem jeziku, je izobraževanje v grškem jeziku ohranilo svoj vidni položaj. Celo ugledne muslimanske družine v mestu so svoje otroke raje pošiljale v dobro uveljavljene grške ustanove, predvsem v Zosimajo. Zaradi tega se je prevlada grškega jezika v mestu nadaljevala: zapisniki mestnega sveta so bili vodeni v grščini, uradni časopis Vilayet, ustanovljen leta 1868, pa je bil dvojezičen v turščini in grščini.
V osmanskem obdobju (turkokracija) je v Janini in sosednjih območjih obstajala versko-jezikovna manjšina turkojaniotov (Τουρκογιαννιώτες). To so bili islamizirani Yaniotes (= ljudje iz Janine), ki so govorili grško. Obstaja omejeno število besedil, napisanih z grško abecedo v njihovem idiomu.

### Moderno obdobje (od 1913)
Janina je bila vključena v grško državo 21. februarja 1913 po bitki pri Bizaniju v prvi balkanski vojni. Na dan, ko je mesto prešlo pod nadzor grških sil, je letalec Christos Adamidis, rojen v mestu, pristal s svojim dvokrilnim letalom Maurice Farman MF.7 na trgu mestne hiše, na navdušeno navdušeno množico.
Po maloazijski katastrofi (1922) in Lozanski pogodbi je prišlo do zamenjave muslimanskega prebivalstva z grškimi begunci iz Male Azije. Majhna muslimanska skupnost albanskega porekla je po zamenjavi še naprej živela v Janini, ki je leta 1940 štela 20 družin in se je leta 1973 zmanjšala na 8 posameznikov.
Leta 1940 med drugo svetovno vojno je zavzetje mesta postalo eden glavnih ciljev italijanske vojske. Kljub temu je grška obramba v Kalpakiju potisnila Italijane, ki so prodirali. Aprila 1941 so nemške sile intenzivno bombardirale Janino tudi med pogajanji, ki so vodila do kapitulacije grške vojske. Med kasnejšo okupacijo Grčije s strani osi so Nemci leta 1944 zbrali mestno judovsko skupnost, ki je večinoma umrla v koncentracijskih taboriščih. 3. oktobra 1943 je nemška vojska v maščevanju pomorila skoraj 100 ljudi v vasi Lingiades, 13 kilometrov oddaljeni od Jainne, v tako imenovanem pokolu v Lingiadesu.
Univerza v Janini je bila ustanovljena leta 1970; do takrat so bile visokošolske fakultete v mestu del Aristotelove univerze v Solunu.

## Geografija
Janina leži na nadmorski višini približno 500 metrov na zahodni obali jezera Pamvotida (Παμβώτις). Je v občini Ioannina in je glavno mesto regionalne enote Ioannina in regije Epir. Janina je 436 km severozahodno od Aten, 290 kilometrov jugozahodno od Soluna in 90 km vzhodno od pristanišča Igoumenitsa ob Jonskem morju.
Občina Ioannina ima površino 403.322 km², občinska enota Ioannina ima površino 47.440 km², občina Ioannina (ožje mesto) pa ima površino 17.335 km².

### Okrožja
Sedanja občina Ioannina je bila ustanovljena z reformo lokalne samouprave leta 2011 z združitvijo naslednjih 6 nekdanjih občin, ki so postale občinske enote (sestavne skupnosti v oklepaju):
- Ioannina (Ioannina, Exochi, Marmara, Neochoropoulo, Stavraki)
- Anatoli (Anatoli, Bafra, Neokaisareia)
- Bizani (Ampeleia, Bizani, Asvestochori, Kontsika, Kosmira, Manoliasa, Pedini)
- Otok Ioannina (grško Nisos Ioanninon)
- Pamvotida (Katsikas, Anatoliki, Vasiliki, Dafnoula, Drosochori, Iliokali, Kastritsa, Koutselio, Krapsi, Longades, Mouzakaioi, Platania, Platanas, Charokopi)
- Perama (Perama, Amfithea, Kranoula, Krya, Kryovrysi, Ligkiades, Mazia, Perivleptos, Spothoi)

### Podnebje
Janina ima sredozemsko podnebje z vročim poletjem (Csa) ali vlažno subtropsko podnebje (Cfa) po Köppnovi podnebni klasifikaciji, z nekoliko bolj vlažnimi poletji kot v bližnjih obalnih območjih, ki so ublažena zaradi lege v notranjosti in nadmorske višine. Poletja so običajno vroča in zmerno suha, zime pa mokre in hladnejše kot na obali s pogostimi zmrzali in občasnim sneženjem. Janina je najbolj namočeno mesto v celinski Grčiji z več kot 50.000 prebivalci. Absolutna najvišja kdaj koli zabeležena temperatura je bila 42,4 °C , medtem ko je bila absolutna najnižja kdaj koli zabeležena temperatura -13 °C.

## Znamenitosti

### Otok jezera Pamvotida
Ena najbolj opaznih znamenitosti Janine je naseljeni otok jezera Pamvotida, ki se preprosto imenuje otok Ioannina. Otok je od celine oddaljen kratek izlet s trajektom, do njega pa lahko pride z majhnimi motornimi čolni, ki vozijo različno pogosto, odvisno od sezone. Samostan sv. Pantelejmona, kjer je Ali Paša preživel svoje zadnje dni in čakal na sultanovo pomilostitev, je zdaj muzej, v katerem so vsakdanji artefakti in relikvije iz njegovega obdobja. Na otoku je šest samostanov: samostan svetega Nikolaja (Ntiliou) ali Strategopoulou (11. stoletje), samostan svetega Nikolaja (Spanou) ali Philanthropinon (1292), samostan svetega Janeza Krstnika (1506), Eleousis (1570), samostan sv. Pantelejmona (17. stoletje) in Kristusovega spremenjenja (1851). Samostana Strategopoulou in Philanthropinon sta delovala tudi kot kolegija. Med tistimi, ki so tam poučevali, so Aleksej Spanos, meniha Proklos in Komnen ter brata Apsarades Teofan in Nektarij. Šola je delovala do leta 1758, ko so jo nadomestile novejše kolegialne ustanove v mestu. V vijugastih ulicah otoka so tudi številne trgovine z darili, taverne, cerkve in pekarne.

### Grad Ioannina
- Vrata gradu
- Obzidje gradu
- Grobnica Ali Paše
- Bizantinski muzej

Na jugovzhodnem robu mesta na skalnatem polotoku jezera Pamvotida je bil grad upravno središče Epirskega despotata in osmanskega vilajeta. Grad je bil v stalni uporabi do poznega osmanskega obdobja in utrdbe so skozi stoletja doživele več sprememb. Najobsežnejše predelave so bile izvedene med vladavino Ali Paše in so bile dokončane leta 1815. Več spomenikov, kot so bizantinske kopeli, osmanske kopeli, osmanska knjižnica in Soufari Sarai, so znotraj obzidja gradu. V gradu sta dve citadeli. Jugovzhodna citadela, ki nosi ime Its Kale (Ιτς Καλέ, iz turščine Iç Kale, 'notranja trdnjava') je tam, kjer so mošeja Fethiye, grobnica Ali Paše in Bizantinski muzej. Nad severovzhodno citadelo dominira mošeja Aslan Paše in vsebuje tudi nekaj drugih spomenikov iz osmanskega obdobja. Stara judovska sinagoga Janina je znotraj obzidja gradu in je ena najstarejših in največjih stavb te vrste, ohranjenih v Grčiji.

### Mesto
Iz osmanskega obdobja je ohranjenih več verskih in posvetnih spomenikov. Poleg dveh ohranjenih mošej v obzidju gradu sta zunaj obzidja ohranjeni še dve mošeji. Mošeja in medresa Veli paše sta v središču mesta, mošejo Kaloutsiani pa je na območju mesta z istim imenom. Zdaj zapuščena »nadškofova hiša« v bližini nogometnega stadiona je edina stara graščina, ki je preživela požar leta 1820. Iz poznega osmanskega obdobja izvirajo tudi nekatere pomembne znamenitosti v središču mesta. Občinski stolp z uro v Janini, ki ga je zasnoval lokalni arhitekt Periklis Meliritos, je bil postavljen leta 1905 za praznovanje jubileja sultana Abdula Hamida II. V sosednji stavbi je štab VIII. Izvira iz poznega 19. stoletja. Nekatere neoklasicistične stavbe, kot so pošta, stara šola Zosimaia, tkalska šola Papazogleios in nekdanja komercialna šola, izvirajo iz poznega osmanskega obdobja, kot tudi nekaj arkad v starem trgovskem središču mesta, kot sta Stoa Louli in Stoa Liampei. Cerkve Marijinega vnebovzetja v Perivleptosu, sv. Nikolaja Kopanonskega in svete Marine so bile v 1850-ih ponovno zgrajene s sredstvi Nikolaja Zosime in njegovih bratov na temeljih prejšnjih cerkva, ki so uničene v velikem požaru leta 1820. Stolnica sv. Atanazija je bila dokončana leta 1933. Zgrajena je bila na temeljih prejšnje pravoslavne stolnice, ki je bila uničena v požarih leta 1820. Je triladijska bazilika.

### Muzeji in galerije
Znotraj obzidja gradu so nekateri najpomembnejši muzeji v mestu. 
- Mestni etnografski muzej je v mošeji Aslan Paše v severovzhodni citadeli. Razdeljen je na tri departmaje, od katerih vsak predstavlja eno od glavnih skupnosti, ki so naseljevale mesto: grško, osmansko muslimansko in judovsko.
- Bizantinski muzej je v jugovzhodni citadeli gradu. Muzej je bil odprt leta 1995 z namenom ohranjanja in predstavitve artefaktov širšega območja Epira, ki pokrivajo obdobje od 4. do 19. stoletja.
- Najnovejši dodatek k mestnemu muzeju, muzej srebrništva, je tudi v jugovzhodni citadeli.Je v zahodnem bastijonu citadele in opisuje zgodovino srebrniške umetnosti v Epiru.
- Zunaj obzidja gradu, blizu mestnega središča, je Arheološki muzej Janina. Je na območju trdnjave Litharitsia. Vključuje arheološke eksponate, ki dokumentirajo človeško bivanje v Epiru od prazgodovine do poznega rimskega obdobja, s posebnim poudarkom na najdbah iz svetišča Dodona.
- Mestna umetniška galerija Ioannina (Dimotiki Pinakothiki) je v neoklasicistični stavbi Pyrsinella iz okoli leta 1890. Zbirka galerije prikazuje pomembna moderna dela slikarjev in kiparjev, zbrana z nakupi in donacijami različnih zbirateljev in umetnikov. Vključuje okoli 500 del, slik, risb, grafik, slik in kipov.
- Grški zgodovinski muzej Pavlos Vrellis je 10 kilometrov južno od mesta. To je muzej voščenih lutk, ki pokriva dogodke in osebnosti iz grške zgodovine ter zgodovine regije in je rezultat osebnega dela Pavlosa Vrellisa.

## Splošni viri
- Anastassiadou, Meropi (2002). "Yanya". In Bearman, P. J.; Bianquis, Th.; Bosworth, C. E.; van Donzel, E. & Heinrichs, W. P. (eds.). Encyclopaedia of Islam. Volume XI: W–Z (2nd ed.). Leiden: E. J. Brill. pp. 282–283. ISBN 978-90-04-12756-2.
- Fine, John V. A. Jr. (1994) [1987]. The Late Medieval Balkans: A Critical Survey from the Late Twelfth Century to the Ottoman Conquest. Ann Arbor, Michigan: University of Michigan Press. ISBN 0-472-08260-4.
- Gregory, T. E. (1991). "Ioannina". In Kazhdan, Alexander (ed.). The Oxford Dictionary of Byzantium. Oxford and New York: Oxford University Press. p. 1006. ISBN 0-19-504652-8.
- Nicol, Donald M. (1984). The Despotate of Epiros, 1267–1479: A Contribution to the History of Greece in the Middle Ages. Cambridge: Cambridge University Press. ISBN 978-0-521-13089-9.

Papadopoulou, Varvara N., ur. (2014).  Μουσεία στο Κάστρο Ιωαννίνων, Παράλληλες Διαδρομές (v grščini). Hellenic Ministry of Culture, 8th Ephorate of Byzantine Antiquities.
- Sakellariou, M. V. (1997). Epirus, 4000 years of Greek history and civilization. Athens: Ekdotike Athenon. ISBN 978-960-213-371-2.
- Soustal, Peter; Koder, Johannes (1981). Tabula Imperii Byzantini, Band 3: Nikopolis und Kephallēnia (in German). Vienna: Verlag der Österreichischen Akademie der Wissenschaften. ISBN 978-3-7001-0399-8.